# Sintula diceros
Sintula diceros is een spinnensoort in de taxonomische indeling van de hangmatspinnen (Linyphiidae).
Het dier behoort tot het geslacht Sintula. De wetenschappelijke naam van de soort werd voor het eerst geldig gepubliceerd in 1926 door Eugène Simon.